# He (kejsarinna)
He, född okänt år, död 189, var en kinesisk kejsarinna, gift med kejsar Han Lingdi. Hon hamnade i en riskabel position i maktstriden mellan hennes bror och hoveunuckerna om makten över tronen efter sin sons trontillträde. Vid Dong Zhuos maktövertagande lät han förgifta henne. 